# Muddy Manninen
Jyrki "Muddy" Manninen je finský kytarista, známý z působení ve skupině Wishbone Ash.

## Hudební kariéra
První nahrávku vydal v roce 1979 u Love Records se skupinou Red House Blues Band. V 80. letech hrál Manninen ve skupinách, které dělaly předskokany skupinám jako Status Quo a vydávali alba u Atlantic Records. V té době potkal kytaristu Bena Granfelta, se kterým také hrál. Po Granfeltově odchodu od Wishbone Ash v roce 2004, se Manninen ke skupině přidal a produkoval studiové album Clan Destiny.